# The Saviors Tour
Die The Saviors Tour ist eine Konzerttour der US-amerikanischen Punkrock-Band Green Day anlässlich der Veröffentlichung ihres vierzehnten Studioalbums Saviors sowie der Jubiläen ihrer Alben Dookie (30 Jahre) und American Idiot (20 Jahre). Die Tour wurde am 2. November 2023 angekündigt; sie begann am 30. Mai 2024 in Santiago de Compostela. Als letztes Konzert war eine Vorstellung am 26. Februar 2025 in Yokohama geplant. Die Tour wurde zum jedoch mehrfach verlängert und soll nun bis zum 28. September 2025 andauern. Das letzte Konzert soll in Dana Point in den Vereinigten Staaten stattfinden.
Da die Tour auch anlässlich der Jubiläen der Alben Dookie und American Idiot stattfindet, gab die Band vor Tourbeginn bekannt, diese Alben in vollem Umfang an jedem Termin spielen zu wollen. Ausgenommen hiervon sind die Festivalauftritte. Auf der Setlist sind somit einige ältere Songs, die bislang nur selten live gespielt wurden. Darüber hinaus sind, je nach Tourtermin, Titel der Alben Saviors, Nimrod, 21st Century Breakdown, Insomniac, Kerplunk! und Warning in der Tour enthalten.

## Rezeption
Emily Carter vom Musikmagazin Kerrang bezeichnete die Tour in einem Artikel zu einem Auftritt in Manchester als „eine der besten Touren“ von Green Day. Zu einem Vorabauftritt in der Konzerthalle Irving Plaza in New York City schrieb Andy Greene vom Magazin Rolling Stone, Green Day bleibe „einzigartig kraftvoll“ und ruhe sich nicht auf „früherem Ruhm“ aus. Der Autor hätte sich allerdings mehr Songs des namensgebenden Albums Saviors gewünscht. Ian Winwood vom Daily Telegraph bezeichnete den Auftritt als „mitreißendes (...) Spektakel“.

## Tourauftritte
| Datum                | Land                         | Stadt                        | Veranstaltungsort               | Vorgruppe(n)                                  | Zuschauer |
| -------------------- | ---------------------------- | ---------------------------- | ------------------------------- | --------------------------------------------- | --------- |
| 30. Mai 2024 1       | Spanien                      | Santiago de Compostela       | Monte do Gozo                   | –                                             | 43.000    |
| 1. Juni 2024 1       | Spanien                      | Madrid                       | Caja Mágica                     | –                                             | 35.000    |
| 5. Juni 2024         | Frankreich                   | Décines-Charpieu (Lyon)      | LDLC Arena                      | The Interrupters                              |           |
| 7. Juni 2024 1       | Deutschland                  | Nürnberg                     | Zeppelinfeld                    | –                                             |           |
| 8. Juni 2024 1       | Deutschland                  | Nürburg                      | Nürburgring                     | –                                             |           |
| 10. Juni 2024        | Deutschland                  | Berlin                       | Waldbühne                       | Donots                                        | 22.000    |
| 11. Juni 2024        | Deutschland                  | Hamburg                      | Trabrennbahn Bahrenfeld         | Donots                                        | 25.000    |
| 13. Juni 2024 1      | Österreich                   | Nickelsdorf                  | Pannonia Fields                 | –                                             |           |
| 15. Juni 2024 1      | Schweiz                      | Interlaken                   | Flughafen Interlaken            | –                                             |           |
| 16. Juni 2024 1      | Italien                      | Mailand                      | Ippodromo La Maura              | –                                             |           |
| 18. Juni 2024        | Frankreich                   | Paris                        | Accor Arena                     | The Interrupters                              |           |
| 19. Juni 2024        | Niederlande                  | Arnhem                       | GelreDome                       | The Hives The Interrupters                    |           |
| 21. Juni 2024        | England                      | Manchester                   | Old Trafford Cricket Ground     | Nothing but Thieves Maid of Ace               | 50.000    |
| 23. Juni 2024 1      | England                      | Newport                      | Seaclose Park                   | –                                             |           |
| 25. Juni 2024        | Schottland                   | Glasgow                      | Bellahouston Park               | Nothing but Thieves Maid of Ace               |           |
| 27. Juni 2024        | Irland                       | Dublin                       | Marlay Park                     | Nothing but Thieves Maid of Ace               |           |
| 29. Juni 2024        | England                      | London                       | Wembley-Stadion                 | Nothing but Thieves Maid of Ace               | 80.000    |
| 29. Juli 2024        | Vereinigte Staaten           | Washington, D.C.             | Nationals Park                  | The Smashing Pumpkins Rancid The Linda Lindas |           |
| 1. August 2024       | Kanada                       | Toronto                      | Rogers Centre                   | The Smashing Pumpkins Rancid The Linda Lindas |           |
| 3. August 2024 1     | Kanada                       | Montreal                     | Parc Jean-Drapeau               | –                                             |           |
| 5. August 2024       | Vereinigte Staaten           | New York City                | Citi Field                      | The Smashing Pumpkins Rancid The Linda Lindas |           |
| 7. August 2024       | Vereinigte Staaten           | Boston                       | Fenway Park                     | The Smashing Pumpkins Rancid The Linda Lindas |           |
| 9. August 2024       | Vereinigte Staaten           | Philadelphia                 | Citizens Bank Park              | The Smashing Pumpkins Rancid The Linda Lindas |           |
| 10. August 2024      | Vereinigte Staaten           | Hershey                      | Hersheypark Stadium             | The Smashing Pumpkins Rancid The Linda Lindas |           |
| 13. August 2024      | Vereinigte Staaten           | Chicago                      | Wrigley Field                   | The Smashing Pumpkins Rancid The Linda Lindas |           |
| 15. August 2024      | Vereinigte Staaten           | Maryland Heights             | Hollywood Casino Amphitheatre   | Rancid The Linda Lindas                       |           |
| 17. August 2024      | Vereinigte Staaten           | Minneapolis                  | Target Field                    | The Smashing Pumpkins Rancid The Linda Lindas |           |
| 20. August 2024      | Vereinigte Staaten           | Bonner Springs (Kansas City) | Azura Amphitheatre              | Rancid The Linda Lindas                       |           |
| 22. August 2024      | Vereinigte Staaten           | Cincinnati                   | Great American Ball Park        | The Smashing Pumpkins Rancid The Linda Lindas |           |
| 24. August 2024      | Vereinigte Staaten           | Milwaukee                    | American Family Field           | The Smashing Pumpkins Rancid The Linda Lindas |           |
| 26. August 2024      | Vereinigte Staaten           | Charlotte                    | PNC Music Pavilion              | Rancid The Linda Lindas                       |           |
| 28. August 2024      | Vereinigte Staaten           | Atlanta                      | Truist Park                     | The Smashing Pumpkins Rancid The Linda Lindas |           |
| 30. August 2024      | Vereinigte Staaten           | Nashville                    | Geodis Park                     | The Smashing Pumpkins Rancid The Linda Lindas |           |
| 1. September 2024    | Vereinigte Staaten           | Pittsburgh                   | PNC Park                        | The Smashing Pumpkins Rancid The Linda Lindas |           |
| 4. September 2024    | Vereinigte Staaten           | Detroit                      | Comerica Park                   | The Smashing Pumpkins Rancid The Linda Lindas |           |
| 7. September 2024    | Vereinigte Staaten           | Denver                       | Coors Field                     | The Smashing Pumpkins Rancid The Linda Lindas |           |
| 10. September 2024   | Vereinigte Staaten           | Austin                       | Germania Insurance Amphitheater | Rancid The Linda Lindas                       |           |
| 11. September 2024   | Vereinigte Staaten           | Arlington                    | Globe Life Field                | The Smashing Pumpkins Rancid The Linda Lindas |           |
| 14. September 2024   | Vereinigte Staaten           | Inglewood                    | SoFi Stadium                    | The Smashing Pumpkins Rancid The Linda Lindas |           |
| 18. September 2024   | Vereinigte Staaten           | Phoenix                      | Chase Field                     | The Smashing Pumpkins Rancid The Linda Lindas |           |
| 20. September 2024   | Vereinigte Staaten           | San Francisco                | Oracle Park                     | The Smashing Pumpkins Rancid The Linda Lindas |           |
| 23. September 2024   | Vereinigte Staaten           | Seattle                      | T-Mobile Park                   | The Smashing Pumpkins Rancid The Linda Lindas |           |
| 25. September 2024   | Vereinigte Staaten           | Portland                     | Providence Park                 | The Smashing Pumpkins Rancid The Linda Lindas |           |
| 28. September 2024   | Vereinigte Staaten           | San Diego                    | Petco Park                      | The Smashing Pumpkins Rancid The Linda Lindas |           |
| 15. November 2024    | Mexiko                       | Mexiko-Stadt                 | Corona Capital                  | –                                             |           |
| 19. Januar 2025 1    | Südafrika                    | Nasrec (Johannesburg)        | FNB Stadium                     | The Offspring Fokofpolisiekar                 |           |
| 23. Januar 2025 1    | Südafrika                    | Kapstadt                     | DHL Stadium                     | The Offspring Fokofpolisiekar                 |           |
| 27. Januar 2025      | Vereinigte Arabische Emirate | Dubai                        | Expo City                       | The Offspring                                 |           |
| 21. Februar 2025     | Japan                        | Osaka                        | Ōsaka-jō Hall                   | –                                             |           |
| 23. Februar 2025     | Japan                        | Nagoya                       | Port Messe Nagoya               | –                                             |           |
| 25. Februar 2025     | Japan                        | Kanagawa-ku (Yokohama)       | K-Arena                         | –                                             |           |
| 26. Februar 2025     | Japan                        | Kanagawa-ku (Yokohama)       | K-Arena                         | –                                             |           |
| 1. März 2025         | Australien                   | Melbourne                    | Marvel Stadium                  | AFI                                           |           |
| 3. März 2025         | Australien                   | Sydney                       | ENGIE Stadium                   | AFI                                           |           |
| 5. März 2025 a       | Australien                   | Gold Coast                   | Cbus Super Stadium              | AFI                                           |           |
| 8. März 2025 1       | Indien                       | Mumbai                       | Mahalaxmi Racecourse            | –                                             |           |
| 15. Juni 2025 1      | Italien                      | Florenz                      | Visarno Arena                   | –                                             |           |
| 17. Juni 2025        | Österreich                   | Wien                         | Wiener Stadthalle               | –                                             |           |
| 18. Juni 2025        | Österreich                   | Wien                         | Wiener Stadthalle               | –                                             |           |
| 20.–22. Juni 2025 1  | Deutschland                  | Neuhausen ob Eck             | Flugplatz Neuhausen ob Eck      | –                                             |           |
| 20.–22. Juni 2025 1  | Deutschland                  | Scheeßel                     | Eichenring                      | –                                             |           |
| 24. Juni 2025        | Schweden                     | Stockholm                    | Gärdets Sports Fields           | –                                             |           |
| 26. Juni 2025 1      | Norwegen                     | Oslo                         | Ekebergsletta                   | –                                             |           |
| 28. Juni 2025 1      | Dänemark                     | Odense                       | Tusindårsskoven                 | –                                             |           |
| 30. Juni 2025        | Luxemburg                    | Luxemburg                    | Luxexpo The Box                 | –                                             |           |
| 2. Juli 2025         | Niederlande                  | Amsterdam                    | Ziggo Dome                      | –                                             |           |
| 4. Juli 2025 1       | Belgien                      | Werchter                     | Werchter Festivalpark           | –                                             |           |
| 6. Juli 2025 1       | Griechenland                 | Athen                        | Olympia-Sportkomplex Athen      | –                                             |           |
| 18. Juli 2025 1      | Kanada                       | Ottawa                       | LeBreton Flats                  | –                                             |           |
| 20. Juli 2025        | Vereinigte Staaten           | St. Paul                     | Harriet Island                  |                                               |           |
| 24. August 2025      | Kolumbien                    | Bogotá                       | Vive Claro                      | Bad Nerves                                    |           |
| 27. August 2025      | Peru                         | Lima                         | Estadio Universidad San Marcos  | Bad Nerves                                    |           |
| 30. August 2025      | Chile                        | Santiago                     | Parque Estadio Nacional         | Bad Nerves                                    |           |
| 7. September 2025    | Brasilien                    | Sao Paulo                    | The Town                        | –                                             |           |
| 15. September 2025   | Paraguay                     | Asunción                     | Jockey Club                     | Bad Nerves                                    |           |
| 21. September 2025 1 | Vereinigte Staaten           | Chicago                      | Douglass Park                   | –                                             |           |
| 26. September 2025 1 | Vereinigte Staaten           | Ocean City                   | Ocean City Inlet Beach          | –                                             |           |
| 28. September 2025 1 | Vereinigte Staaten           | Dana Point                   | Doheny State Beach              | –                                             |           |